# いとしのロビン・フッドさま
「いとしのロビン・フッドさま」は、1978年1月1日に発売された榊原郁恵の5枚目のシングル。

## 解説
- 明るいタッチで作られた楽曲ではあったが大ヒットまでにはならずオリコンチャート最高18位、総売り上げ約15.3万枚までのスマッシュヒットであった。
- 本人がオレンジ色のロビン・フッド調の衣装で歌唱していたこともあり、当時のNHKの子供番組でも取り上げられて話題になった[1]。
- 歌詞の中に「リンゴを矢で射る」と言う意味の表現があるが、子供の頭上に置いたりんごを射抜いたのは、スイスの伝説によればウィリアム・テルである。

## 収録曲
- 全曲作詞：藤公之介

1. いとしのロビン・フッドさま
作曲・編曲：馬飼野康二
2. 赤いブーツとつむじ風
作曲：飯田朗／編曲：小六禮次郎

## レコーディング・スタッフ
- レコーディング・ディレクター：大村雅朗
- レコーディング・プロデューサー：伊達亮介（日本コロムビア）

## カバー
いとしのロビン・フッドさま
- 大杉久美子 - 1978年6月25日発売のLP『君こそスターだ!歌謡教室』（日本コロムビア GZ-7099）に収録。